# کلمبوس (پنسیلوانیا)
کلمبوس (به انگلیسی: Columbus) یک منطقهٔ مسکونی در ایالات متحده آمریکا است که در شهرستان وارن، پنسیلوانیا واقع شده‌است. کلمبوس ۸۲۴ نفر جمعیت دارد.